# Lista zawodowych mistrzów świata wagi ciężkiej w boksie
Waga ciężka jest klasyczną kategorią boksu zawodowego. Korzeniami sięga do lat dwudziestych XVIII wieku i walk na gołe pięści. Jej dolny limit ulegał licznym zmianom i obecnie wynosi 200 funtów (90,7 kg).
Pierwszym mistrzem świata ery nowoczesnej według Queensberry Rules został w roku 1885 Amerykanin John L. Sullivan. Praktycznie do roku 1978 był uznawany jeden uniwersalny mistrz świata. Po powstaniu nowych organizacji boksu zawodowego, każda uznaje swoich mistrzów świata i prowadzi własne listy bokserów ubiegających się o tytuł. Poniżej zestawiono mistrzów świata czterech podstawowych organizacji boksu zawodowego:
- World Boxing Association (WBA) powstała w roku 1962 na bazie istniejącej od 1921 roku National Boxing Association (NBA),
- World Boxing Council (WBC) założona w roku 1963,
- International Boxing Federation (IBF) założona w 1983,
- World Boxing Organization (WBO) założona w roku 1988.

| Zdobycie tytułu | Utrata tytułu               | Mistrz              | Mistrz            | Organizacja             | Obrona tytułu |
| --- | --------------------------- | ------------------- | ----------------- | ----------------------- | ------------- |
| 29 sierpnia 1885 | 7 września 1892             | John L. Sullivan    | Stany Zjednoczone | Uniwersalny             | 0             |
| Sullivan został powszechnie uznany za pierwszego mistrza świata ery nowoczesnej po pokonaniu 29 sierpnia 1885 Dominica McCaffreya. |                             |                     |                   |                         |               |
| 7 września 1892 | 17 marca 1897               | James J. Corbett    | Stany Zjednoczone | Uniwersalny             | 1             |
| 17 marca 1897 | 9 czerwca 1899              | Bob Fitzsimmons     | Wielka Brytania   | Uniwersalny             | 0             |
| 9 czerwca 1899 | 13 maja 1905                | James J. Jeffries   | Stany Zjednoczone | Uniwersalny             | 7             |
| Jeffries ogłosił zakończenie kariery. |                             |                     |                   |                         |               |
| 3 lipca 1905 | 23 lutego 1906              | Marvin Hart         | Stany Zjednoczone | Uniwersalny             | 0             |
| Hart w pojedynku o wakujący tytuł zwyciężył Jacka Roota. |                             |                     |                   |                         |               |
| 23 lutego 1906 | 26 grudnia 1908             | Tommy Burns         | Kanada            | Uniwersalny             | 11            |
| 26 grudnia 1908 | 5 kwietnia 1915             | Jack Johnson        | Stany Zjednoczone | Uniwersalny             | 8             |
| 5 kwietnia 1915 | 4 lipca 1919                | Jess Willard        | Stany Zjednoczone | Uniwersalny             | 1             |
| 4 lipca 1919 | 23 września 1926            | Jack Dempsey        | Stany Zjednoczone | Uniwersalny             | 5             |
| Po powstaniu w 1921 National Boxing Association (NBA) Dempsey został pierwszym mistrzem tej organizacji po pokonaniu 2 lipca 1921 Georges’a Carpentiera. |                             |                     |                   |                         |               |
| 23 września 1926 | 31 lipca 1928               | Gene Tunney         | Stany Zjednoczone | Uniwersalny             | 2             |
| Tunney zrezygnował z obrony tytułu, ogłaszając zakończenie kariery 31 lipca 1928. |                             |                     |                   |                         |               |
| 12 czerwca 1930 | 21 czerwca 1932             | Max Schmeling       | Rzesza Niemiecka  | Uniwersalny             | 1             |
| 21 czerwca 1932 | 29 czerwca 1933             | Jack Sharkey        | Stany Zjednoczone | Uniwersalny             | 0             |
| 29 czerwca 1933 | 14 czerwca 1934             | Primo Carnera       | Włochy            | Uniwersalny             | 2             |
| 14 czerwca 1934 | 13 czerwca 1935             | Max Baer            | Stany Zjednoczone | Uniwersalny             | 0             |
| 13 czerwca 1935 | 22 czerwca 1937             | James J. Braddock   | Stany Zjednoczone | Uniwersalny             | 0             |
| 22 czerwca 1937 | 1 marca 1949                | Joe Louis           | Stany Zjednoczone | Uniwersalny             | 25            |
| Louis ogłosił zakończenie kariery i rezygnację z tytułu. |                             |                     |                   |                         |               |
| 22 czerwca 1949 | 27 września 1950            | Ezzard Charles      | Stany Zjednoczone | NBA                     | 3             |
| 27 września 1950 | 18 lipca 1951               | Ezzard Charles      | Stany Zjednoczone | Uniwersalny             | 4             |
| Charles został uznany za mistrza uniwersalnego, pokonując 27 września 1950 jednogłośnie na punkty Joego Louisa po jego powrocie na ring. |                             |                     |                   |                         |               |
| 18 lipca 1951 | 23 września 1952            | Jersey Joe Walcott  | Stany Zjednoczone | Uniwersalny             | 1             |
| 23 września 1952 | 27 kwietnia 1956            | Rocky Marciano      | Stany Zjednoczone | Uniwersalny             | 6             |
| Marciano pozostawił wakujący tytuł, ogłaszając zakończenie kariery. |                             |                     |                   |                         |               |
| 30 listopada 1956 | 26 czerwca 1959             | Floyd Patterson     | Stany Zjednoczone | Uniwersalny             | 4             |
| 26 czerwca 1959 | 20 czerwca 1960             | Ingemar Johansson   | Szwecja           | Uniwersalny             | 0             |
| 20 czerwca 1960 | 25 września 1962            | Floyd Patterson     | Stany Zjednoczone | Uniwersalny             | 2             |
| 25 września 1962 | 25 lutego 1964              | Sonny Liston        | Stany Zjednoczone | Uniwersalny             | 1             |
| 25 lutego 1964 | 14 września 1964            | Muhammad Ali        | Stany Zjednoczone | Uniwersalny             | 0             |
| Muhammad Ali został pozbawiony tytułu WBA. |                             |                     |                   |                         |               |
| 14 września 1964 | 6 lutego 1967               | Muhammad Ali        | Stany Zjednoczone | WBC                     | 8             |
| 5 marca 1965 | 6 lutego 1967               | Ernie Terrell       | Stany Zjednoczone | WBA                     | 2             |
| 6 lutego 1967 | 9 maja 1967                 | Muhammad Ali        | Stany Zjednoczone | Uniwersalny (WBA i WBC) | 1             |
| Ali został pozbawiony tytułu WBA za odmowę służby wojskowej i wyjazdu na wojnę w Wietnamie. |                             |                     |                   |                         |               |
| 9 maja 1967 | 3 lutego 1970               | Muhammad Ali        | Stany Zjednoczone | WBC                     | 0             |
| Ali zrezygnował z tytułu, umożliwiając jego unifikację w pojedynku Jimmy’ego Ellisa z Joem Frazierem. |                             |                     |                   |                         |               |
| 27 kwietnia 1968 | 16 lutego 1970              | Jimmy Ellis         | Stany Zjednoczone | WBA                     | 1             |
| 16 lutego 1970 | 22 stycznia 1973            | Joe Frazier         | Stany Zjednoczone | Uniwersalny             | 4             |
| 22 stycznia 1973 | 30 października 1974        | George Foreman      | Stany Zjednoczone | Uniwersalny             | 2             |
| 30 października 1974 | 15 lutego 1978              | Muhammad Ali        | Stany Zjednoczone | Uniwersalny             | 10            |
| 15 lutego 1978 | 18 marca 1978               | Leon Spinks         | Stany Zjednoczone | Uniwersalny             | 0             |
| 18 marca 1978 | 15 września 1978            | Leon Spinks         | Stany Zjednoczone | WBA                     | 0             |
| 18 marca 1978 | 9 czerwca 1978              | Ken Norton          | Stany Zjednoczone | WBC                     | 0             |
| 9 czerwca 1978 | 11 grudnia 1983             | Larry Holmes        | Stany Zjednoczone | WBC                     | 16            |
| 15 września 1978 | 27 kwietnia 1979            | Muhammad Ali        | Stany Zjednoczone | WBA                     | 0             |
| 20 października 1979 | 31 marca 1980               | John Tate           | Stany Zjednoczone | WBA                     | 0             |
| 31 marca 1980 | 10 grudnia 1982             | Mike Weaver         | Stany Zjednoczone | WBA                     | 2             |
| 10 grudnia 1982 | 23 września 1983            | Michael Dokes       | Stany Zjednoczone | WBA                     | 1             |
| 23 września 1983 | 1 grudnia 1984              | Gerrie Coetzee      | Południowa Afryka | WBA                     | 0             |
| 11 grudnia 1983 | 21 września 1985            | Larry Holmes        | Stany Zjednoczone | IBF                     | 3             |
| 9 marca 1984 | 31 sierpnia 1984            | Tim Witherspoon     | Stany Zjednoczone | WBC                     | 0             |
| 31 sierpnia 1984 | 22 marca 1986               | Pinklon Thomas      | Stany Zjednoczone | WBC                     | 1             |
| 1 grudnia 1984 | 29 kwietnia 1985            | Greg Page           | Stany Zjednoczone | WBA                     | 0             |
| 29 kwietnia 1985 | 17 stycznia 1986            | Tony Tubbs          | Stany Zjednoczone | WBA                     | 0             |
| 21 września 1985 | 19 lutego 1987              | Michael Spinks      | Stany Zjednoczone | IBF                     | 2             |
| 17 stycznia 1986 | 12 grudnia 1986             | Tim Witherspoon     | Stany Zjednoczone | WBA                     | 1             |
| 22 marca 1986 | 22 listopada 1986           | Trevor Berbick      | Jamajka           | WBC                     | 0             |
| 22 listopada 1986 | 7 marca 1987                | Mike Tyson          | Stany Zjednoczone | WBC                     | 1             |
| 12 grudnia 1986 | 7 marca 1987                | James Smith         | Stany Zjednoczone | WBA                     | 0             |
| 7 marca 1987 | 1 sierpnia 1987             | Mike Tyson          | Stany Zjednoczone | WBA i WBC               | 2             |
| 30 maja 1987 | 1 sierpnia 1987             | Tony Tucker         | Stany Zjednoczone | IBF                     | 0             |
| 1 sierpnia 1987 | 6 maja 1989                 | Mike Tyson          | Stany Zjednoczone | Uniwersalny             | 5             |
| 6 maja 1989 | 11 stycznia 1991            | Francesco Damiani   | Włochy            | WBO                     | 1             |
| 6 maja 1989 | 10 lutego 1990              | Mike Tyson          | Stany Zjednoczone | IBF, WBA i WBC          | 1             |
| 11 lutego 1990 | 25 października 1990        | James Douglas       | Stany Zjednoczone | IBF, WBA i WBC          | 0             |
| 25 października 1990 | 13 listopada 1992           | Evander Holyfield   | Stany Zjednoczone | IBF, WBA i WBC          | 3             |
| 11 stycznia 1991 | 24 grudnia 1991             | Ray Mercer          | Stany Zjednoczone | WBO                     | 1             |
| 15 maja 1992 | 3 lutego 1993               | Michael Moorer      | Stany Zjednoczone | WBO                     | 0             |
| 13 listopada 1992 | 14 grudnia 1992             | Riddick Bowe        | Stany Zjednoczone | IBF, WBA i WBC          | 0             |
| 14 grudnia 1992 | 6 listopada 1993            | Riddick Bowe        | Stany Zjednoczone | IBF i WBA               | 2             |
| 14 grudnia 1992 | 24 września 1994            | Lennox Lewis        | Wielka Brytania   | WBC                     | 3             |
| 7 czerwca 1993 | 29 października 1993        | Tommy Morrison      | Stany Zjednoczone | WBO                     | 1             |
| 29 października 1993 | 19 marca 1994               | Michael Bentt       | Stany Zjednoczone | WBO                     | 0             |
| 6 listopada 1993 | 22 kwietnia 1994            | Evander Holyfield   | Stany Zjednoczone | IBF i WBA               | 0             |
| 19 marca 1994 | 11 marca 1995               | Herbie Hide         | Wielka Brytania   | WBO                     | 0             |
| 22 kwietnia 1994 | 5 listopada 1994            | Michael Moorer      | Stany Zjednoczone | IBF i WBA               | 0             |
| 24 września 1994 | 2 września 1995             | Oliver McCall       | Stany Zjednoczone | WBC                     | 1             |
| 5 listopada 1994 | 4 marca 1995                | George Foreman      | Stany Zjednoczone | IBF i WBA               | 0             |
| Foreman został pozbawiony tytułu WBA za odmowę walki z oficjalnym pretendentem Tonym Tuckerem. |                             |                     |                   |                         |               |
| 4 marca 1995 | 29 czerwca 1995             | George Foreman      | Stany Zjednoczone | IBF                     | 0             |
| Foreman został pozbawiony tytułu IBF. |                             |                     |                   |                         |               |
| 11 marca 1995 | 1 maja 1996                 | Riddick Bowe        | Stany Zjednoczone | WBO                     | 1             |
| Bowe oglosił zakończenie kariery i rezygnację z tytułu. |                             |                     |                   |                         |               |
| 8 kwietnia 1995 | 7 września 1996             | Bruce Seldon        | Stany Zjednoczone | WBA                     | 1             |
| 2 września 1995 | 16 marca 1996               | Frank Bruno         | Wielka Brytania   | WBC                     | 0             |
| 16 marca 1996 | 7 września 1996             | Mike Tyson          | Stany Zjednoczone | WBC                     | 0             |
| 22 czerwca 1996 | 8 listopada 1997            | Michael Moorer      | Stany Zjednoczone | IBF                     | 2             |
| 29 czerwca 1996 | 17 lutego 1997              | Henry Akinwande     | Wielka Brytania   | WBO                     | 2             |
| Akinwande zdobył wakujący tytuł WBO, pokonując Jeremy’ego Williamsa przez nokaut w 3 rundzie. Zrezygnował z tytułu WBO, aby móc zmierzyć się z Lennoxem Lewisem o tytuł WBC. |                             |                     |                   |                         |               |
| 7 września 1996 | 24 września 1996            | Mike Tyson          | Stany Zjednoczone | WBA i WBC               | 0             |
| Tyson zrezygnował z obrony tytułu WBC. |                             |                     |                   |                         |               |
| 24 września 1996 | 9 listopada 1996            | Mike Tyson          | Stany Zjednoczone | WBA                     | 0             |
| 9 listopada 1996 | 8 listopada 1997            | Evander Holyfield   | Stany Zjednoczone | WBA                     | 2             |
| 7 lutego 1997 | 13 listopada 1999           | Lennox Lewis        | Wielka Brytania   | WBC                     | 6             |
| 28 czerwca 1997 | 26 czerwca 1999             | Herbie Hide         | Wielka Brytania   | WBO                     | 2             |
| 8 listopada 1997 | 13 listopada 1999           | Evander Holyfield   | Stany Zjednoczone | IBF i WBA               | 2             |
| 26 czerwca 1999 | 1 kwietnia 2000             | Witalij Kłyczko     | Ukraina           | WBO                     | 2             |
| 13 listopada 1999 | 29 kwietnia 2000            | Lennox Lewis        | Wielka Brytania   | IBF, WBA i WBC          | 0             |
| Lewis został pozbawiony tytułu WBA, nie przystępując do konfrontacji z Johnem Ruizem. |                             |                     |                   |                         |               |
| 1 kwietnia 2000 | 14 października 2000        | Chris Byrd          | Stany Zjednoczone | WBO                     | 0             |
| 29 kwietnia 2000 | 22 kwietnia 2001            | Lennox Lewis        | Wielka Brytania   | IBF i WBC               | 3             |
| 12 sierpnia 2000 | 3 marca 2001                | Evander Holyfield   | Stany Zjednoczone | WBA                     | 0             |
| 14 października 2000 | 8 marca 2003                | Wołodymyr Kłyczko   | Ukraina           | WBO                     | 5             |
| 3 marca 2001 | 1 marca 2003                | John Ruiz           | Portoryko         | WBA                     | 2             |
| 22 kwietnia 2001 | 17 listopada 2001           | Hasim Rahman        | Stany Zjednoczone | IBF i WBC               | 0             |
| 17 listopada 2001 | 5 września 2002             | Lennox Lewis        | Wielka Brytania   | IBF i WBC               | 1             |
| Lennox Lewis ogłosił rezygnację z pasa IBF na podstawie umowy z promotorem Donem Kingiem, który następnie zorganizował pojedynek o wakujący tytuł pomiędzy Chrisem Byrdem i Evanderem Holyfieldem. |                             |                     |                   |                         |               |
| 5 września 2002 | 6 lutego 2004               | Lennox Lewis        | Wielka Brytania   | WBC                     | 1             |
| Lewis ogłosił zakończenie kariery i rezygnację z tytułu WBC. |                             |                     |                   |                         |               |
| 14 grudnia 2002 | 22 kwietnia 2006            | Chris Byrd          | Stany Zjednoczone | IBF                     | 4             |
| 1 marca 2003 | luty 2004                   | Roy Jones Jr.       | Stany Zjednoczone | WBA                     | 0             |
| Roy Jones Jr. zrezygnował 20 lutego 2004 z obrony tytułu WBA, wybierając kontynuację kariery w wadze półciężkiej. |                             |                     |                   |                         |               |
| 8 marca 2003 | luty 2004                   | Corrie Sanders      | Południowa Afryka | WBO                     | 0             |
| Sanders zrezygnował z obrony tytułu WBO, aby walczyć o wakujący tytuł federacji WBC. |                             |                     |                   |                         |               |
| luty 2004 | 17 grudnia 2005             | John Ruiz           | Portoryko         | WBA                     | 3             |
| Ruiz pokonał 13 grudnia 2003 Hasima Rahmana i został tymczasowym mistrzem WBA. Po rezygnacji z tytułu przez Roya Jonesa Jr został awansowany na mistrza regularnego. 30 kwietnia 2005 przegrał z Jamesem Toneyem, który został jednak zdyskwalifikowany po kontroli antydopingowej, a tytuł 17 maja przywrócono Ruizowi. |                             |                     |                   |                         |               |
| 10 kwietnia 2004 | 1 kwietnia 2006             | Lamon Brewster      | Stany Zjednoczone | WBO                     | 3             |
| 24 kwietnia 2004 | listopad 2005               | Witalij Kłyczko     | Ukraina           | WBC                     | 1             |
| Witalij Kłyczko ogłosił 9 listopada 2005 rezygnację z tytułu i zakończenie kariery. Powrócił na ring w 2008. |                             |                     |                   |                         |               |
| listopad 2005 | 12 sierpnia 2006            | Hasim Rahman        | Stany Zjednoczone | WBC                     | 1             |
| Rahman 13 sierpnia 2005 pokonał Montego Barretteta i został tymczasowym mistrzem WBC. Po rezygnacji z tytułu przez Witalija Kłyczkę został awansowany na mistrza regularnego. |                             |                     |                   |                         |               |
| 17 grudnia 2005 | 14 kwietnia 2007            | Nikołaj Wałujew     | Rosja             | WBA                     | 3             |
| 1 kwietnia 2006 | 4 listopada 2006            | Siarhiej Lachowicz  | Białoruś          | WBO                     | 0             |
| 22 kwietnia 2006 | 24 lutego 2008              | Wołodymyr Kłyczko   | Ukraina           | IBF                     | 5             |
| 12 sierpnia 2006 | 8 marca 2008                | Oleg Maskajew       | Rosja             | WBC                     | 1             |
| 4 listopada 2006 | 2 lutego 2007               | Shannon Briggs      | Stany Zjednoczone | WBO                     | 0             |
| 2 lutego 2007 | 24 lutego 2008              | Sułtan Ibragimow    | Rosja             | WBO                     | 1             |
| 14 kwietnia 2007 | lipiec 2008                 | Ruslan Chagayev     | Uzbekistan        | WBA                     | 2             |
| Czagajew 5 lipca 2008 miał bronić tytułu przeciwko Nikołajowi Wałujewowi, jednak ze względu na kontuzję do pojednku nie doszło i 4 lipca zawiesił tytuł. |                             |                     |                   |                         |               |
| 8 marca 2008 | 12 października 2008        | Samuel Peter        | Nigeria           | WBC                     | 0             |
| 30 sierpnia 2008 | 7 listopada 2009            | Nikołaj Wałujew     | Rosja             | WBA                     | 1             |
| Wałujew o zawieszony przez Czagajewa tytuł 30 sierpnia 2008 zmierzył się z Johnem Ruizem, pokonując go jednogłośnie na punkty. |                             |                     |                   |                         |               |
| 23 lutego 2008 | 2 lipca 2011                | Wołodymyr Kłyczko   | Ukraina           | IBF i WBO               | 6             |
| 11 października 2008 | 15 grudnia 2013             | Witalij Kłyczko     | Ukraina           | WBC                     | 9             |
| Witalij Kłyczko ogłosił zakończenie kariery bokserskiej 15 grudnia 2013. |                             |                     |                   |                         |               |
| 7 listopada 2009 | 2 lipca 2011                | David Haye          | Wielka Brytania   | WBA                     | 2             |
| 2 lipca 2011 | 28 listopada 2015           | Wołodymyr Kłyczko   | Ukraina           | WBA Super, IBF i WBO    | 18            |
| 27 sierpnia 2011 | 5 października 2013         | Aleksandr Powietkin | Rosja             | WBA                     | 4             |
| Powietkin zdobył wakujący tytuł mistrza świata WBA po pokonaniu Ruslana Chagayeva na punkty. Utracił go po porażce z supermistrzem WBA Wołodymyrem Kłyczko. |                             |                     |                   |                         |               |
| 10 maja 2014 | 17 stycznia 2015            | Bermane Stiverne    | Kanada            | WBC                     | 0             |
| 14 kwietnia 2007 | 27 sierpnia 2011            | Ruslan Chagayev     | Uzbekistan        | WBA                     | 4             |
| Chagayev zdobył wakujący tytuł mistrza świata WBA po pokonaniu Fresa Oquendo na punkty. |                             |                     |                   |                         |               |
| Stiverne zdobył wakujący tytuł mistrza świata WBC po pokonaniu Chrisa Arreoli przez techniczny nokaut w 6. rundzie. |                             |                     |                   |                         |               |
| 17 stycznia 2015 | 22 lutego 2020              | Deontay Wilder      | Stany Zjednoczone | WBC                     | 6             |
| Deontay Wilder zdobył tytuł mistrza świata WBC po pokonaniu Bermane Stiverne na punkty. |                             |                     |                   |                         |               |
| 28 listopada 2015 | 2016 (oddał pasy bez walki) | Tyson Fury          | Wielka Brytania   | WBA Super, IBO i WBO    | 0             |
| 10 grudnia 2016 | 31 marca 2018               | Joseph Parker       | Nowa Zelandia     | WBO                     | 2             |
| Tyson Fury zdobył tytuł mistrza świata WBA Super, IBF, IBO i WBO po pokonaniu Wołodymyra Kłyczki na punkty. Utracił pas IBF w zamian za rewanż z Wołodymyrem Kłyczką, do którego nie doszło. Pozostałe pasy oddał bez walki.                                                                                             |                             |                     |                   |                         |               |
| 10 kwietnia 2016 | 1 czerwca 2019              | Anthony Joshua      | Wielka Brytania   | IBF, WBA, IBO, WBO      | 5             |
| Anthony Joshua wywalczył pas IBF wagi ciężkiej, nokautując w drugiej rundzie Amerykanina Charles Martina. 29 kwietnia 2017 dodał do kolekcji brakujące tytuły WBA i IBO, wygrywając w 11 rundzie z Wołodymyrem Kłyczką. 31 marca 2018 zdobył pas WBO, pokonując jednogłośnie na punkty Josepha Parkera.                  |                             |                     |                   |                         |               |
| 1 czerwca 2019 | do grudnia 2019             | Andy Ruiz           | Stany Zjednoczone | IBF, WBA, IBO, WBO      | 0             |